# AIMS-74
AIMS-74は、ルーマニアが独自に改良を加えたAKMの派生型で、ソビエト連邦のAK-74に相当する。AIMS-74とは輸出用の商品名であり、ルーマニア軍ではPistolul Mitralieră model 1986の制式名が与えられている（PM md. 86もしくはmd. 86とも表記）。さらに1990年代に入りPuşcă Automată model 1986に制式名が改められている（PA md. 86とも表記）。

## 概要

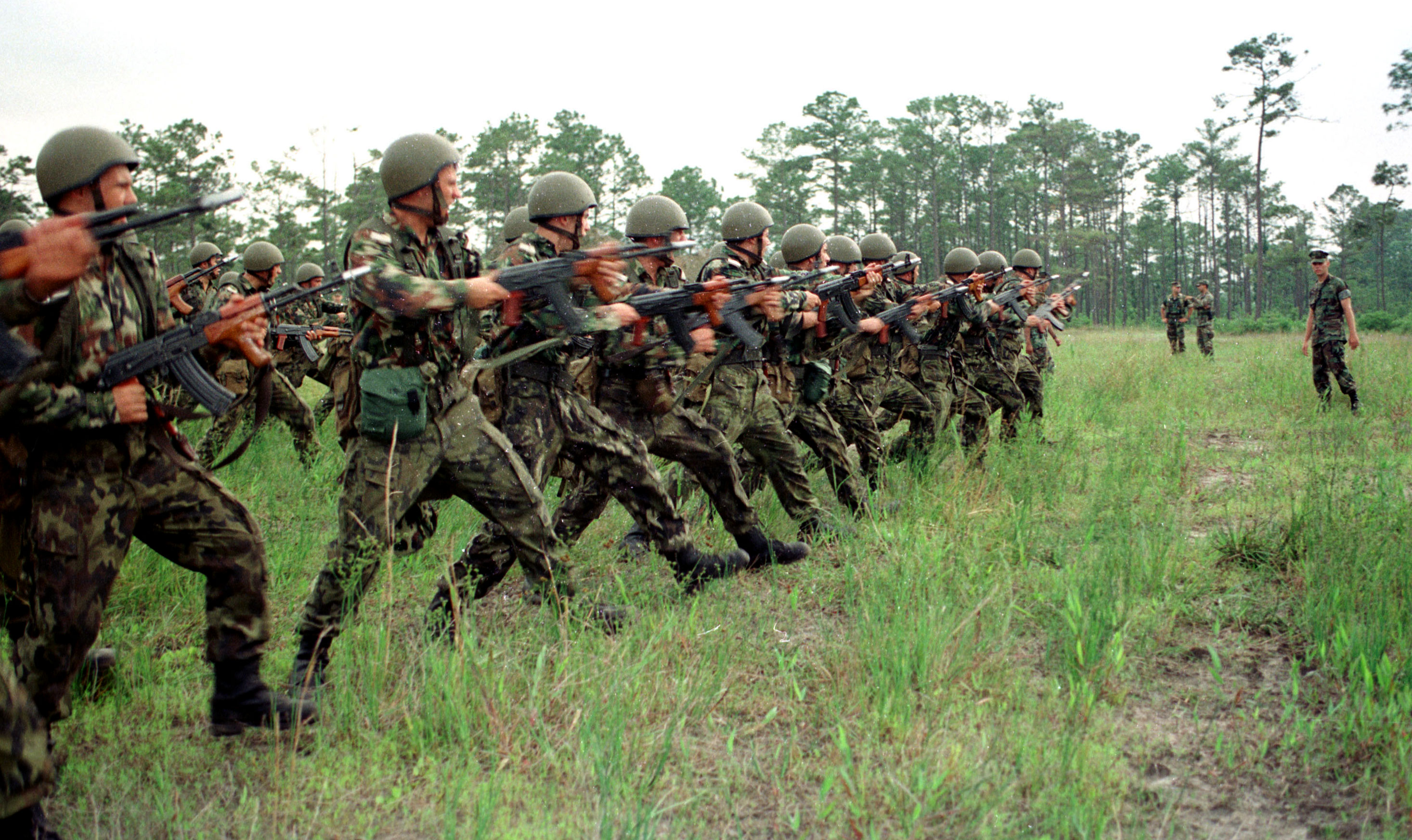
AIMS-74を装備したルーマニア軍兵士。アメリカ海兵隊の基地で行われた対暴徒訓練での撮影で、銃口には空砲用アダプターが装着されている

1980年頃よりワルシャワ条約機構に属する東欧諸国の間で、AK-74が広まりつつあったことを受け、AK-74のライセンス生産を検討したが、ソビエト連邦の要求するライセンス生産料が高額であったため、5.45×39mm弾に準じた弾薬と、これを使用する小銃を独自に開発する決定を下し、自国のPM md. 63をベースに改良して開発した（ポーランドのKbk wz. 1988 タンタルも同様の背景があった）。
PA md. 86は、ルーマニア製AK派生型に特有の垂直フォアグリップを装備している以外は、ソ連のAK-74に外観がよく似ており、マズル部分には大型のマズルコンペンセイターが装備されている。
ソ連や東欧諸国製のAK-74と比較してみると、銃身からガスピストンシリンダーに発射ガスを送り込むガスポートの角度がAK-74系で一般的な90度ではなく、AK-47やAKMで一般的な45度であるという点や、AK-47/AKM用マガジンと同様のリブ付金属製マガジンのみが製造され、AK-74系で一般的なプラスチック製マガジンを生産していないなど、AK-47/AKM系の特徴を比較的色濃く残している。
しかし、内部機構ではAK系としては珍しく3点バースト連射機構を追加している。この3点バースト連射機構は、ポーランド製のkbk wz. 1988 タンタルとよく似たラチェット式であり、同じくソビエト連邦のライセンス生産を選ばず独自開発を選択した同士として何らかの技術的交流があったものと見られる。
レシーバー右側面のセレクターはPM md. 63のものをそのまま流用し、上から順にセミオート（数字1の表示）、3点バースト（数字3の表示）、フルオートのポジションとなる。フルオートのポジションは、レバー先端がレシーバー下端からややはみ出す位置まで押し下げる必要があり、フルオートのポジションを示す打刻は本来の位置に打刻できず、セミオートの打刻より上側に打刻されており注意が必要な表示となっている。
前述のマズルコンペンセイターは他国のAK-74のものとは細部が異なり、やや細身である。ボルトキャリアに設けられたコッキングハンドルについては、他国では右側面へ水平に突き出ているのが一般的なのに対し、斜め上に角度が付けられている。
銃床は、初期生産型ではPM md. 63と同様の木製固定式銃床のみであったが、後に東ドイツ製のMPi-KMS-72と同型の右側面折畳式銃床を装備するモデルも同一の制式名称で追加され、右側面折畳式銃床の方が多数生産されたとされている。

## 派生型
Pistolul Mitralieră model 1986 Reduit（PM md. 86 Reduit、md. 86 Reduit）
銃身とガスピストンを短縮化したカービンモデル（Reduitは「短縮型」の意）。PA md. 86と同様に、3点バースト連射機構を備えている。PM md. 90 カービンと異なり、銃口部分に独自形状の小型のフラッシュサプレッサーを装着し、垂直フォアグリップの無いストレートな下部ハンドガードが装着されている。
Pistolul Mitralieră model 1987（PM md. 87、md. 87）
5.56x45mm NATO弾を使用する輸出向け軍用モデル。
Puscă Mitralieră model 1993（PM md. 93、md. 93）
PA md. 86を強化して分隊支援火器としたモデル。PA md. 86と同様に、大型のマズルコンペンセイター、3点バースト連射機構が装備されている。レシーバーを強化し、より長い重銃身と大型銃床、伸縮可能な二脚、レシーバー前部に折畳式キャリングハンドル、銃床後端上部に折畳式ショルダーレストを装備している。通常の30発箱型弾倉も装着可能だが、専用の45発箱型弾倉が用意された。輸出モデルも生産され、5.45×39mm弾を使用するモデルだけでなく、5.56x45mm NATO弾を使用するモデルも生産された。

## 画像

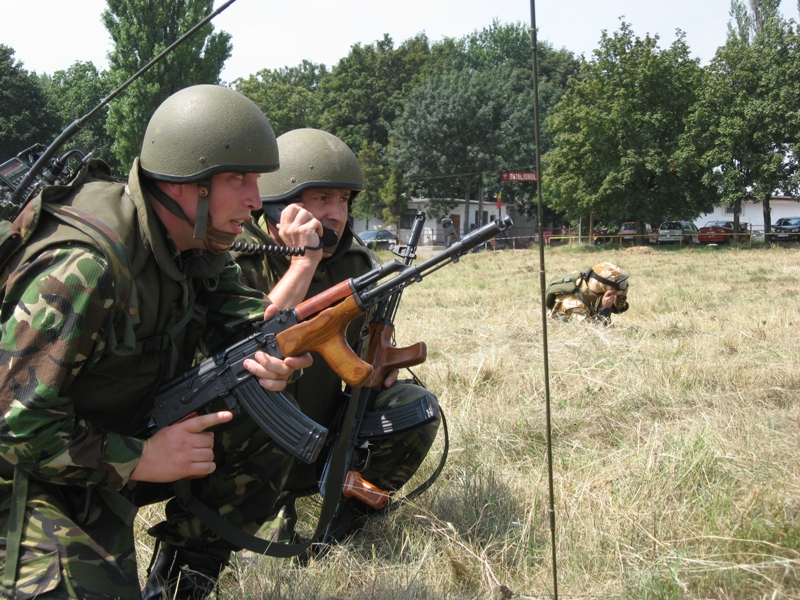
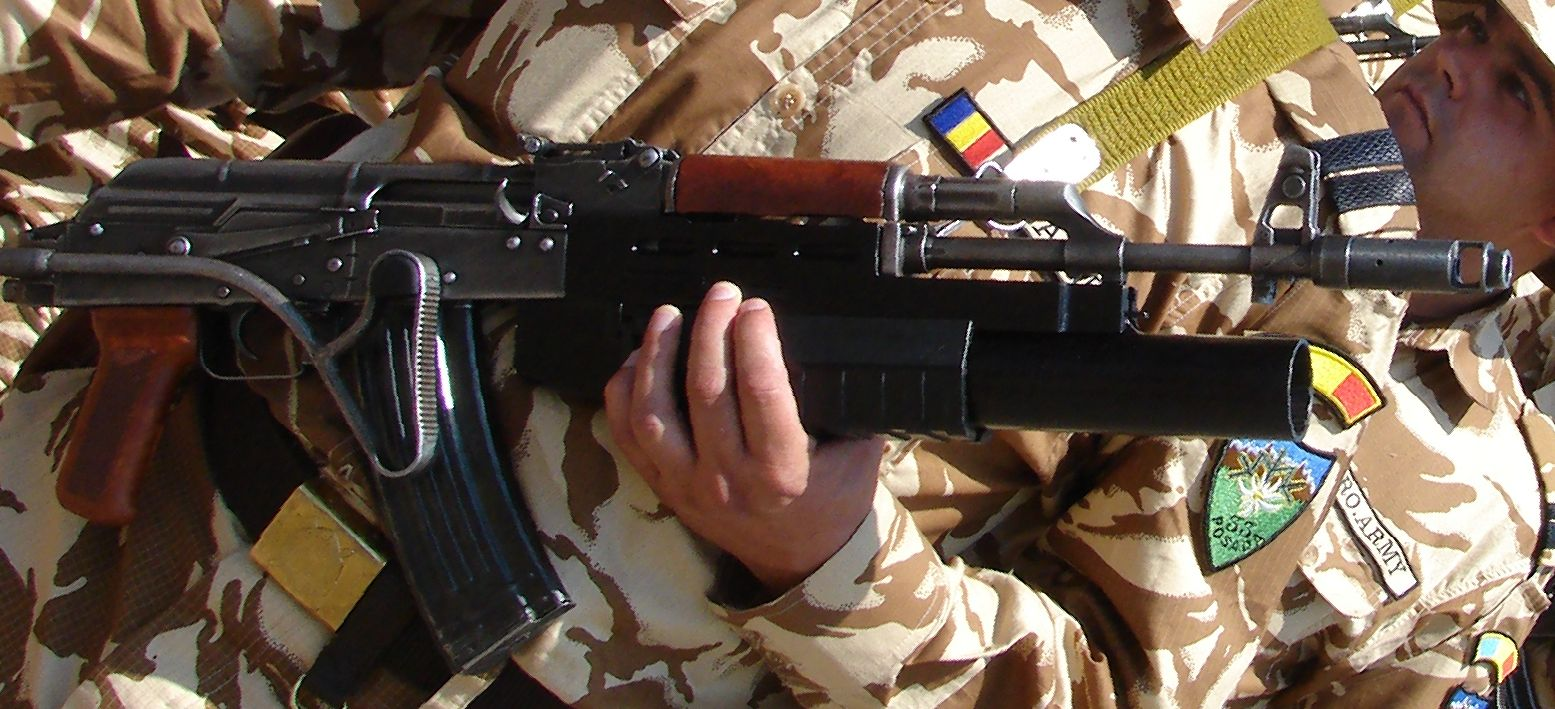
AG-40 グレネードランチャーを装着したPA md. 86

## 配備国
- ルーマニア
- アフガニスタン
- ジョージア[9]
- パラグアイ